# Furacão Kyle (2008)
O furacão Kyle foi o décimo primeiro ciclone tropical dotado de nome e o sexto furacão da temporada de furacões no Atlântico de 2008. Kyle formou-se de uma intensa perturbação tropical que seguia pelo nordeste do mar do Caribe durante a terceira semana de setembro de 2008. Como uma perturbação tropical, o sistema seguiu lentamente sobre Porto Rico e sobre a ilha de São Domingos, causando chuvas torrenciais nestas ilhas. Em 24 de setembro, o sistema começou a seguir para norte e, no dia seguinte, já estava suficientemente organizado para ser declarado como uma depressão tropical. O sistema continuou a se intensificar e, em 27 de setembro, se tornou um furacão a oeste das Bermudas. Kyle continuou como um furacão assim que seguia rapidamente para norte-nordeste e atingiu a costa da província canadense de Nova Escócia com ventos de até 120 km/h, durante a noite de 28 de setembro. Logo em seguida, Kyle se transformou num ciclone extratropical.

## História meteorológica

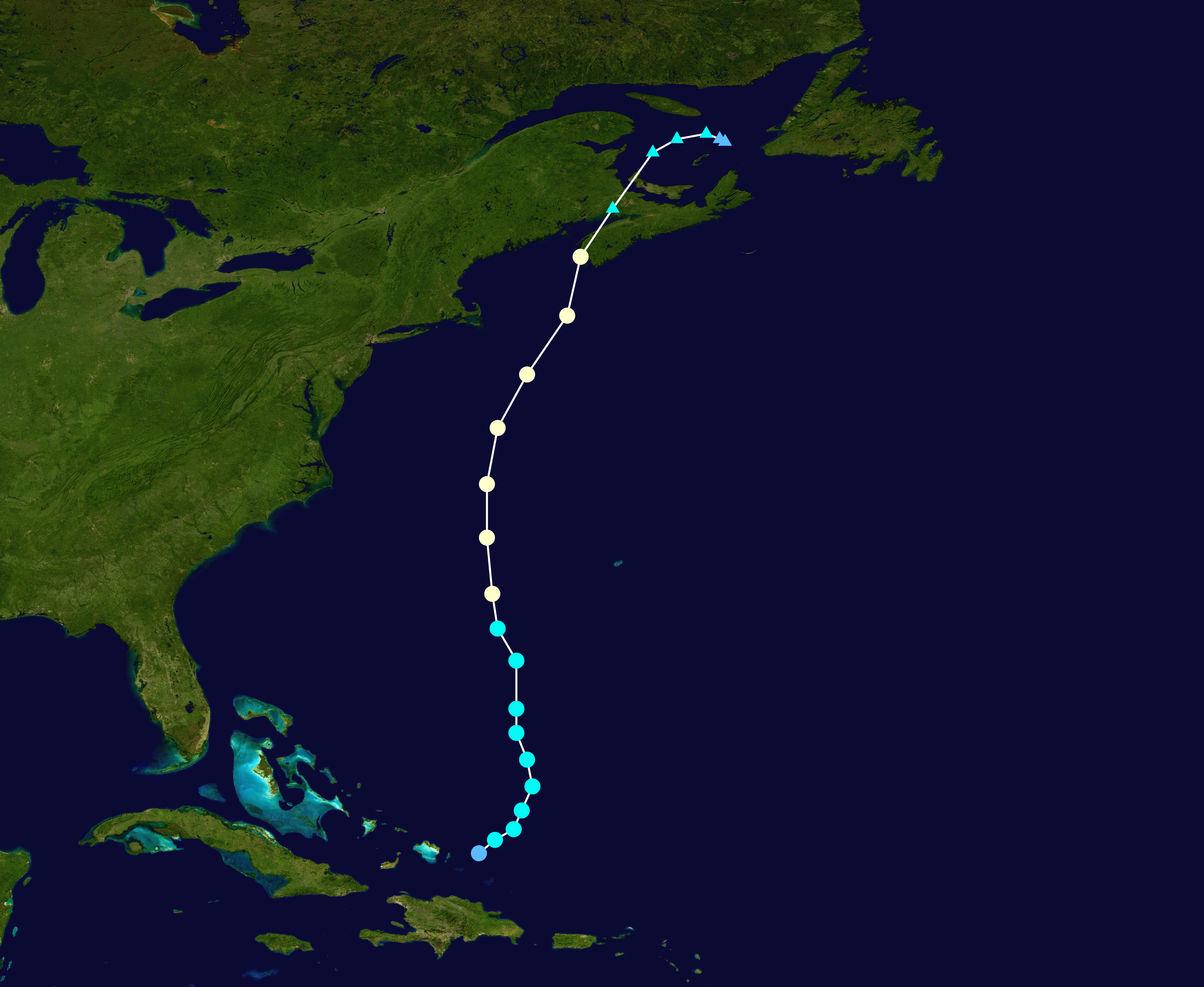
O caminho de Kyle

Kyle formou-se de uma onda tropical que deixou a costa ocidental da África em 12 de setembro, acompanhada por algumas áreas de convecção. Além disso, uma fraca área de baixa pressão estava associada à onda. A onda seguiu para oeste e para oeste-sudoeste enquanto cruzava o Oceano Atlântico centro-norte tropical. Assim que o sistema começou a se aproximar das Pequenas Antilhas, começou, também, a interagir com um intenso cavado de baixa pressão de altos níveis que estava localizado sobre as ilhas. Com isso, a área de baixa pressão que acompanhava a onda começou a mostrar sinais de organização, exibindo uma circulação ciclônica fechada, assim que cruzava as ilhas de Barlavento das Pequenas Antilhas em 19 de setembro. A partir de então, a área de baixa pressão começou a seguir para noroeste, separando-se da onda tropical, que continuou a seguir para oeste. A área de baixa pressão de altos níveis também seguiu para oeste e, com isso, o cisalhamento do vento diminuiu na região.
Com isso, as áreas de convecção associadas à nova perturbação tropical começaram a ficar mais concentradas em torno do centro ciclônico de baixos níveis do sistema. Em 21 de setembro, a perturbação tropical, que seguia para noroeste, cruzou Porto Rico e a passagem de Mona e ficou praticamente estacionário, por dois dias, sobre a ilha de São Domingos. O sistema já exibia uma grande quantidade de áreas de convecção profunda, mas ainda não estava dotada de um centro ciclônico de baixos níveis bem definido, como confirmado pela passagem de um caçador de furacões, e por dados de superfície obtidos por meio de radares meteorológicos. A partir de 24 de setembro, a perturbação começou a seguir para norte, deixando a ilha de São Domingos. Sobre as águas abertas do Atlântico, o sistema conseguiu desenvolver um centro ciclônico de baixos níveis bem definidos e se tornou uma depressão tropical por volta da meia-noite (UTC) de 25 de setembro, segundo o Centro Nacional de Furacões dos Estados Unidos. Naquele momento, ainda havia cisalhamento do vento significativo, que confinava as áreas de convecção associadas ao sistema no quadrante oeste da circulação ciclônica. No entanto, assim que o cisalhamento do vento diminuiu ligeiramente, as áreas de convecção começaram a rodear o centro ciclônico. Com isso, a depressão se fortaleceu para a tempestade tropical Kyle apenas seis horas depois de ter se tornado uma depressão tropical.

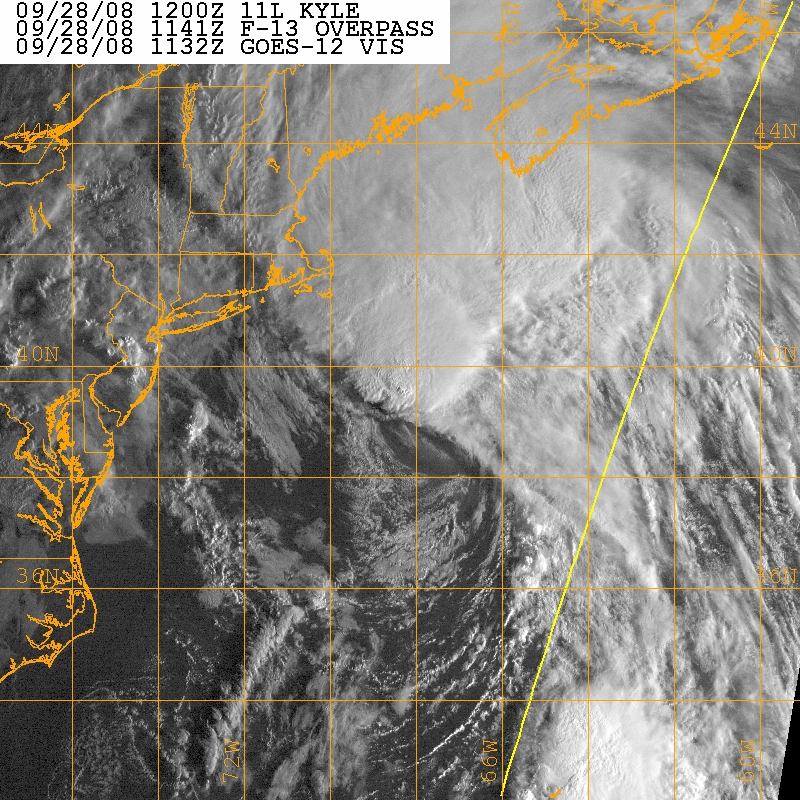
O furacão Kyle já começando a exibir uma estrutura frontal pouco antes de atingir o Canadá em 29 de setembro

Kyle continuou a seguir para norte e se intensificou gradualmente. O sistema se tornou um furacão por volta do meio-dia de 27 de setembro, a oeste das Bermudas. Continuando a seguir para uma trajetória entre o norte e o norte-nordeste, Kyle atingiu o seu pico de intensidade, com ventos máximos sustentados de 140 km/h, e uma pressão central mínima de 984 mbar por volta do meio-dia (UTC) de 28 de setembro.
A partir de então, Kyle começou a perder as suas características tropicais assim que as áreas de convecção associadas ao sistema começaram a ficar alongadas e assimétricas. Kyle fez landfall na costa da província canadense de Nova Escócia, logo ao norte da cidade de Yarmouth, ainda como um furacão, com ventos máximos sustentados de até 120 km/h, por volta da meia-noite (UTC) de 29 de setembro. Kyle continuou a seguir rapidamente para norte, desenvolvendo uma estrutura frontal e finalmente se tornou totalmente extratropical ainda sobre a Nova Escócia. A partir de então, a velocidade de deslocamento do sistema extratropical remanescente de Kyle diminuiu, e sistema começou a seguir para leste sobre o golfo de São Lourenço. Sobre o golfo, o sistema foi absorvido por um sistema extratropical maior por volta das 18:00 (UTC) de 30 de setembro.

## Preparativos e impactos
Mesmo antes do sistema ser classificado como uma tempestade tropical, causou chuvas torrenciais, principalmente em Porto Rico. Em algumas localidades da ilha, a precipitação acumulada chegou a 750 mm, causando severas enchentes e deslizamentos de terra e de lama. As enxurradas causaram 4 fatalidades na ilha e os prejuízos econômicos totais chegaram a 14 milhões de dólares (valores em 2008).